# هربرت غوردون (لاعب كريكت)
هربرت غوردون (13 سبتمبر 1898 - 17 أكتوبر 1965) (بالإنجليزية: Herbert Gordon)‏ هو لاعب كريكت بريطاني (وحمل سابقاً جنسية المملكة المتحدة لبريطانيا العظمى وأيرلندا). شارك مع منتخب إنجلترا للكريكت.

## وصلات خارجية
- هربرت غوردون على موقع إي آس بي آن كريك إنفو (الإنجليزية)